# 珍島郡

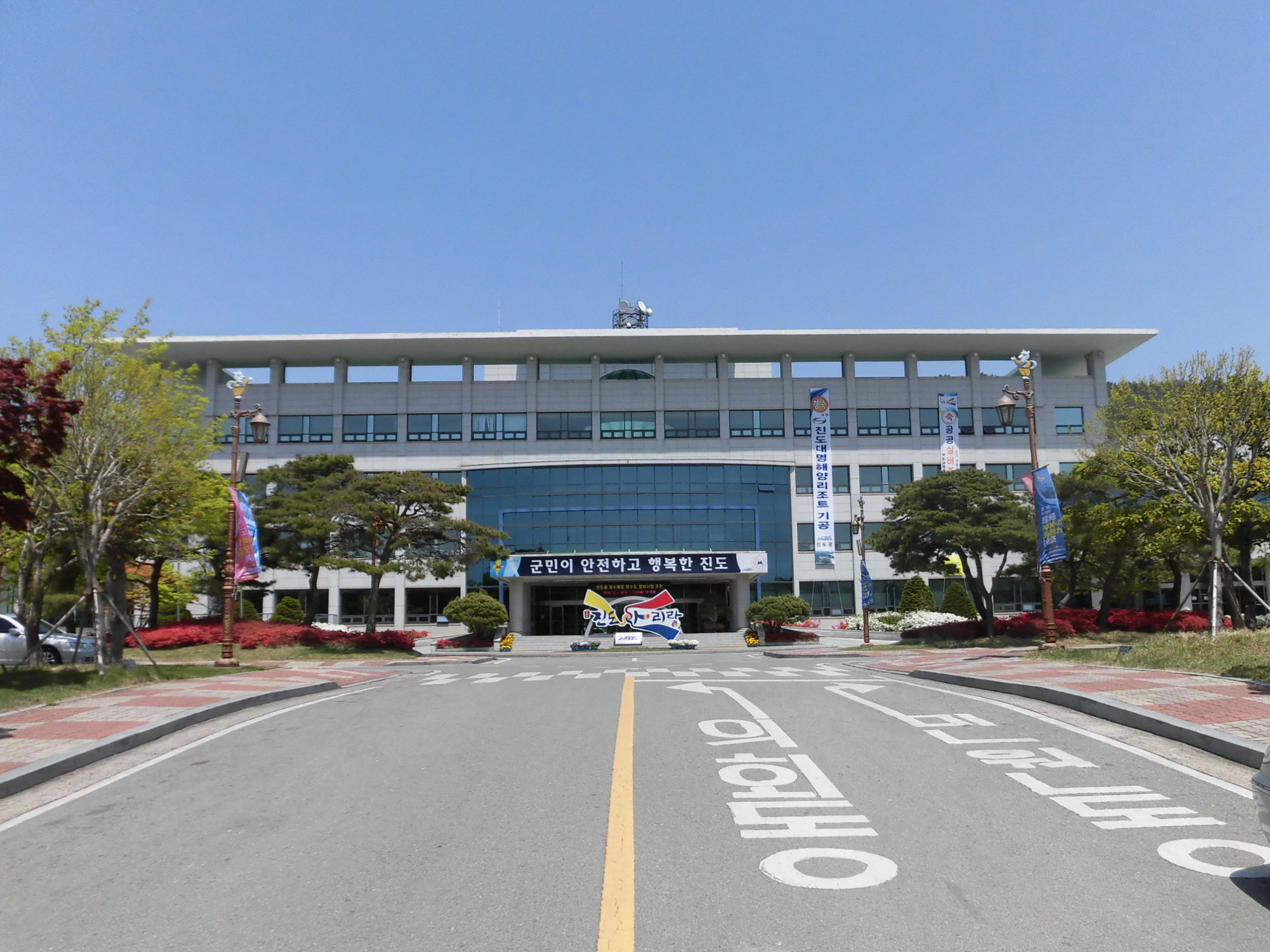
珍島郡庁

珍島郡（チンドぐん）は、大韓民国全羅南道西南部の郡。珍島とその周辺の島々から構成される。

## 地理
珍島本島（体島）を含め、郡域には計230（有人島45、無人島185）の島がある。
本島の西南約10kmには上鳥島・下鳥島があり、さらにその近辺に観梅島・大馬島・東巨次島・西巨次島・孟骨島・屏風島・独巨島をはじめ小さな島々が散在している。上下鳥島一帯の海域は多島海海上国立公園に指定されている。本島の西北約5kmにある加沙島（5.85km2）は400名近くが住む大きな島で、漁業が営まれている。
郡域の東には海を隔てて海南郡があり、珍島の東北端で本土と最も近接する部分が鳴梁海峡である。ここに珍島大橋がかけられ、郡域と本土との唯一の陸上交通路となっている。北方には新安郡所属の島々が広がっている。

## 略歴
1980年には8万3300人が住んでいたが、30年を経て人口は半分以下に減少している。とくに1980年代後半の5年間では人口の3分の1（約1万8000人）の流出が見られた。現在もこの減少傾向は止まっていない。

### 年表
- 百済時代 -「因珍島郡」と称された。

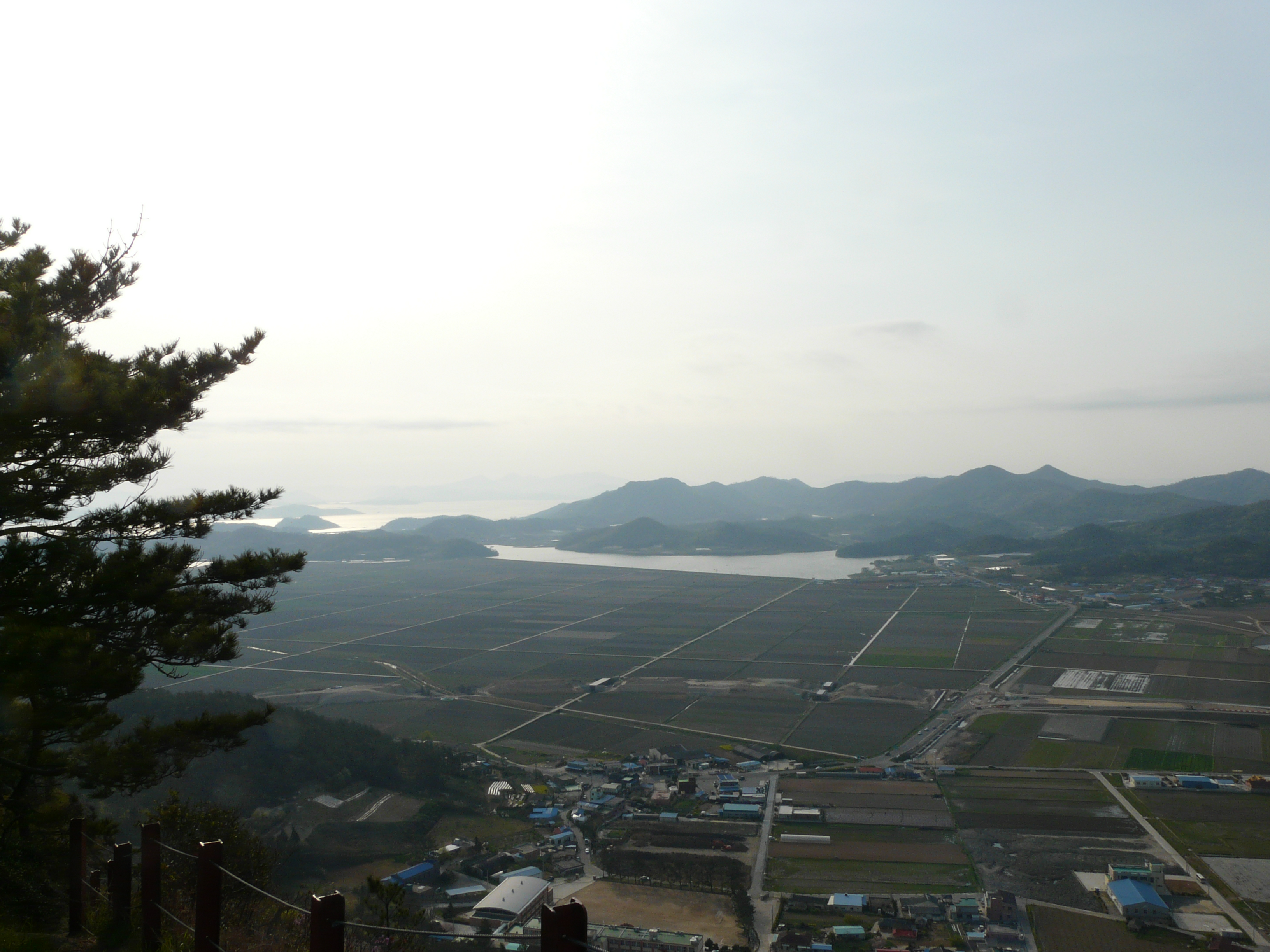
金骨山から眺める珍島本島、2013年4月

- 新羅時代 - 武珍州に属し珍島県が置かれた。
- 940年 - 高麗王朝により珍島郡が設置される。
- 1270年 - 三別抄が珍島に本拠を置き、モンゴルに抗戦。
- 1350年 - 倭寇の侵入を受け、郡民は本土に避難。高麗王朝は島を放棄。
- 1437年 - 朝鮮王朝が珍島郡を再設置。
- 1597年 - 珍島と本土との間の鳴梁海峡で鳴梁海戦が行われる。
- 1895年 - 地方制度改革により、本土の一部を含む17面を管轄する郡となる。
- 1906年 - 本土の命山面が霊岩郡に編入、三寸面が海南郡に編入。
- 1914年4月1日 - 郡面併合により、珍島郡の一部（都草面）が務安郡に編入。珍島郡に以下の面が成立（7面）。
  - 府内面・古郡面・郡内面・義新面・臨淮面・智山面・鳥島面
- 時期不明 - 府内面が珍島面に改称（7面）。
- 1963年1月1日 - 鳥島面の一部（馬津島里）が務安郡長山面に編入（7面）。
- 1973年1月25日 - 木浦から珍島へ向かっていた連絡船が知山面深東里の沖合で暗礁にぶつかり沈没。死者行方不明62人[3]。
- 1973年7月1日 - 郡内面の一部が珍島面に編入（7面）。
- 1979年5月1日 - 珍島面が珍島邑に昇格（1邑6面）。
- 1983年2月15日（1邑6面）
  - 鳥島面の一部（加沙島里の高沙島・平沙島・松島）が新安郡新衣面に編入。
  - 鳥島面の一部（晩才島里）が新安郡黒山面に編入。
- 1984年10月 - 珍島大橋開通。
- 1987年1月1日 - 臨淮面の一部が珍島邑に編入（1邑6面）。
- 1990年 - 新安郡長山面の一部（小楮島・斫刀島・松島・骨島・戯魚島）が珍島邑に編入（1邑6面）。
- 2014年4月16日 - 鳥島面観梅島沖でセウォル号沈没事故が発生。
- 2021年7月5日 - 集中豪雨により住宅など49棟が浸水、農地5149ヘクタールが浸水する被害[4]。

## 行政

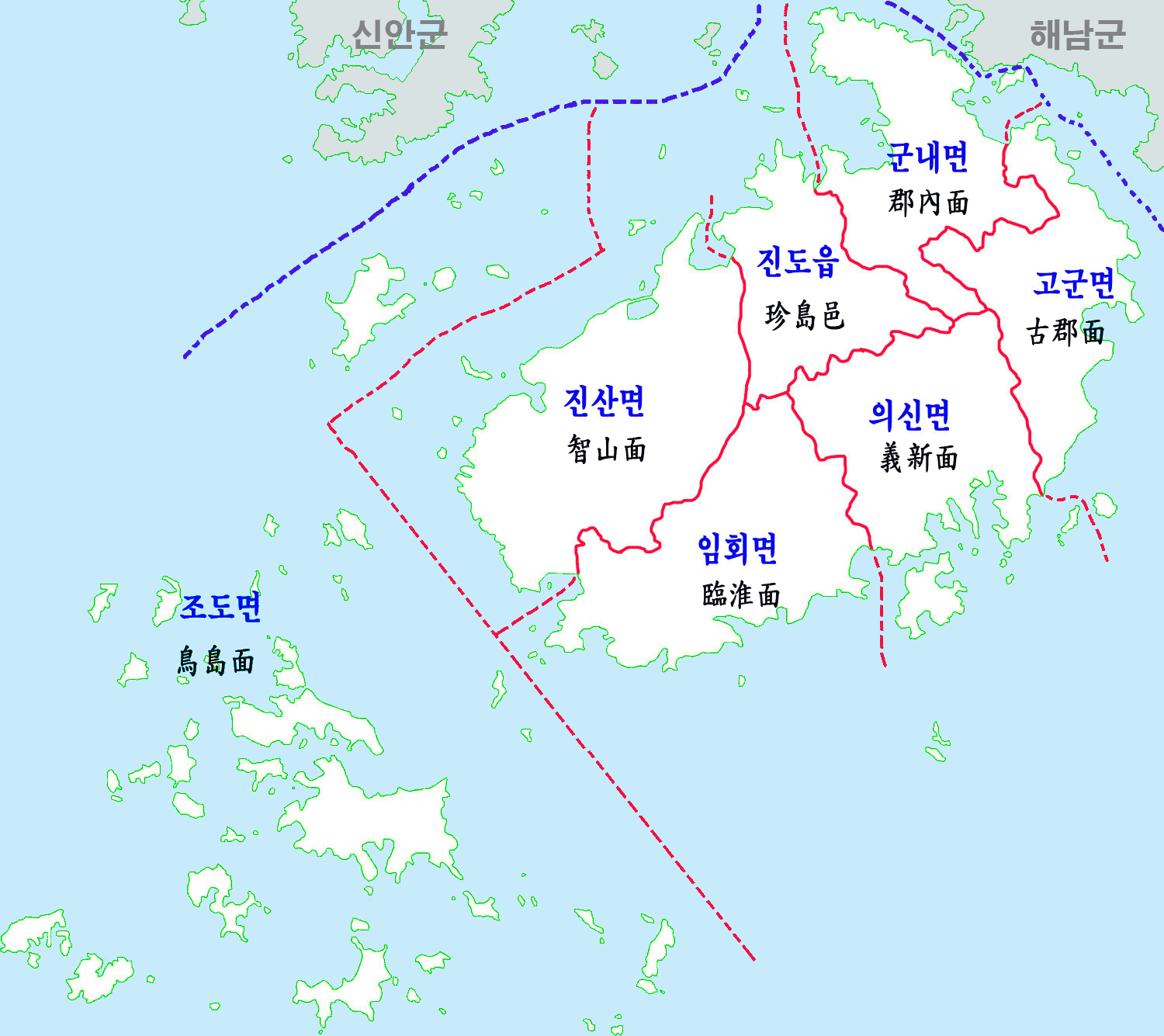
行政区域図

郡庁舎は珍島中央部の珍島邑城内里に所在する。郡守は朴連洙（パク・ヨンス/박연수）。
1邑6面がある。珍島本島にはこのうち1邑5面が置かれており、下鳥島に面事務所がある鳥島面は加沙島など離島部を管轄する。
| 邑・面 | 法定里 |
| ------ | --- |
| 珍島邑 | 校洞里、南洞里、東外里、山月里、城内里、寿域里、水流里、双井里、念丈里、浦山里、海倉里 |
| 古郡面 | 古城里、金界里、内山里、道平里、碧波里、石峴里、五柳里、五山里、遠浦里、芝幕里、香洞里 |
| 郡内面 | 羅里、鹿津里、徳柄里、屯田里、粉土里、細登里、松山里、龍蔵里、月加里、亭子里 |
| 義新面 | 巨龍里、九子島里、金甲里、敦地里、晩吉里、茅島里、斜川里、松亭里、連珠里、玉垈里、昌浦里、青龍里、草四里、七田里、枕渓里 |
| 臨淮面 | 高亭里、屈浦里、南洞里、鳴瑟里、白洞里、鳳翔里、巳嶺里、三幕里、上万里、石橋里、蓮洞里、龍虎里、竹林里 |
| 智山面 | 加峙里、加鶴里、巨済里、古野里、観馬里、吉隠里、宝田里、三堂里、素浦里、松湖里、深洞里、鸚鵡里、五柳里、臥牛里、仁智里 |
| 鳥島面 | 孟城里、礖尾里、新陸里、倉柳里、加沙島里、観梅島里、観沙島里、内並島里、訥玉島里、大馬島里、独巨島里、東巨次島里、羅拝島里、孟骨島里、茅島里、城南島里、西巨次島里、小馬島里、玉島里、外並島里、竹項島里、進木島里、青藤島里 |

### 警察
- 珍島警察署

### 消防
- 海南消防署
  - 珍島119安全センター

## 交通

### 道路
鳴梁海峡に架かる珍島大橋が、珍島と本土とを結ぶ唯一の陸上交通路である。
- 国道18号（朝鮮語版）
- 珍島大橋（朝鮮語版） - 全長484m、1984年10月18日竣工。

### 港湾
珍島からは周辺の島嶼への遊覧船が発着している。
- 碧波港

## 特産物

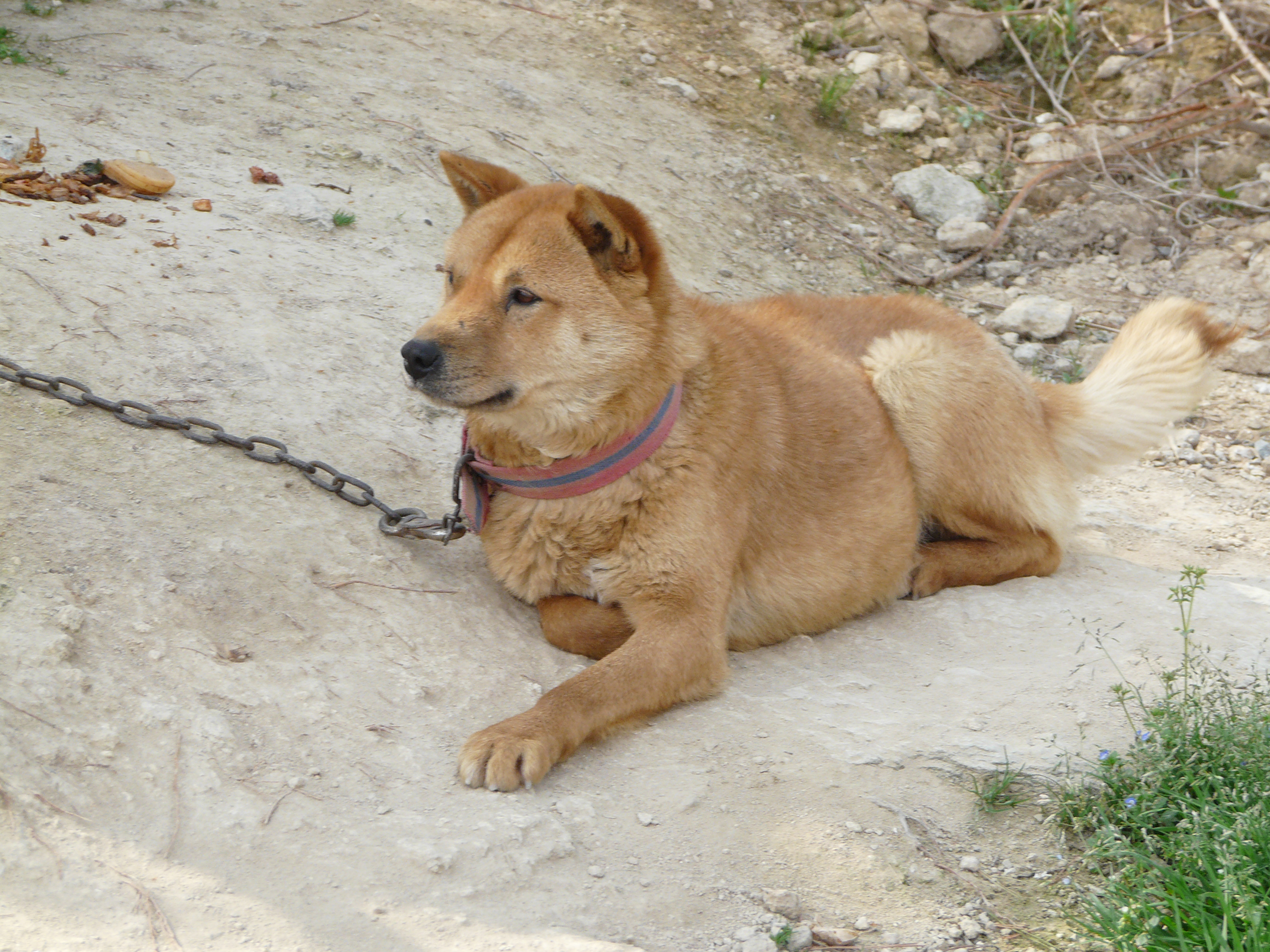
珍島犬は珍島のシンボルの一つ

珍島犬・珍島枸杞子（クコ）・珍島藿（岩ワカメ）を「珍島三宝」、珍島民謡・珍島書画・珍島紅酒（芝草酒）を「珍島三楽」と称するという。

## 観光
- 珍島の海割れ（霊登祝祭）

5月の大潮の日に、珍島東南部の回洞里（フェドンリ）とその沖の茅島（茅島里／モドリ）の間に2.8kmの砂洲があらわれる。日本では天童よしみの歌曲『珍島物語』で有名になった。国内外から多くの観光客が集まる。
- 多島海海上国立公園

郡の西南海上に広がる島々と珍島の一部（南桃石城周辺）が指定されている。奇岩列石の島々には遊覧船が巡っている。
- 金骨山

標高193mの奇岩の山。
- 佳界海水浴場
- 双渓寺
- 珍島郷校
- 南桃石城

## 施設
- 国立南道国楽院

国立国楽院の所属機関。公演場・専属芸術団を擁し、アリランの一種・珍島アリランなど、多くの民謡が伝わる場所としても知られる。
- 小痴記念館

朝鮮王朝後期の南画家・許錬（小痴）を記念する。雲林山房もある。珍島はほかにも画家や書家を多数輩出しており、島内にはかれらの記念館が点在する。
- 珍島歴史展示館

## 不祥事
2019年9月20日午後1時から5時まで、海ゴミ問題への注目を集めるため、古郡面の嘉界海水浴場で「第19回国際沿岸浄化の日」というイベントが開催された。海洋水産部部長、全羅南道副知事、海洋環境公団・水協・漁業関係者、学生など600人以上が参加し、海岸のプラスチックなどのゴミを2時間かけて片付けた。しかし、この片付けたゴミはイベントを盛り上げるため、前日に珍島郡役所側が周辺の海岸から拾って意図的に置いたものであると25日に判明し、批判を受けた。

## 姉妹区
韓国国内 
- 慶尚南道梁山市
- 京畿道富川市
- 済州特別自治道済州市
- 仁川広域市江華郡
- 光州広域市南区
- 京畿道龍仁市

## 著名な出身者
- 許百錬 - 南画家。
- 朴智元 - 政治家。
- ソン・ガイン - 歌手。
- 許丁茂 - サッカー選手。
- 張敬珍 - サッカー選手。